# Bengt-Arne Wallin
Bengt-Arne Wallin (* 13. Juli 1926 in Linköping; † 23. November 2015) war ein schwedischer Jazzmusiker (Komponist, Arrangeur, Trompeter und Flügelhornist), der für von der schwedischen Volksmusik beeinflussten modernen Jazz bekannt ist. Er schrieb auch zahlreiche Filmmusiken.

## Leben und Wirken
Zwischen 1953 und 1965 arbeitete er in den Formationen von Arne Domnérus und Lars Gullin, aber auch in der Radiobandet von Harry Arnold. Er trat auch mit Lill Lindfors und mit Svante Thuresson auf. In dieser Zeit wirkte er auch an Benny Golsons Sessions mit skandinavischen Musikern mit.
Seine Bearbeitungen schwedischer Folklore, die zunächst unter dem Titel Old Folklore in Swedish Modern 1962 mit einer Bigband mit Solisten wie Domnérus, Idrees Sulieman, Sahib Shihab oder Georg Riedel und Streichern eingespielt wurden, nahm er 1997 mit dem JazzBaltica-Ensemble (einschließlich Tomasz Stańko, Nils Landgren, Bugge Wesseltoft und Wolfgang Schlüter) neu auf.
Von 1972 bis 1993 war er als Dozent an der Musikhochschule Stockholm tätig.

## Preise und Auszeichnungen
1962 und 2002 wurde er mit dem schwedischen Jazzpreis Gyllene Skivan ausgezeichnet. Für seine Musikproduktion Visa fran Barnrike erhielt er 1970 den internationalen Radiopreis Prix Triumph Variete. 2010 wurde er mit dem schwedischen Django d’Or als „Master of Jazz“ gewürdigt.

## Diskographische Hinweise
- Jan Johansson & Bengt-Arne Wallin Barnkammarmusik, 1966, Megafon
- The Birth & Rebirth of Swedish Folk Jazz, rec 1962 & 1997, ed 1997, ACT 9254-2[3]
- The Magic Box, 1971, SR
- Varmluft, 1972, Sonet
- Bengt-Arne Wallin, Nils Landgren Miles from Duke, 1986, Phono Sueica

in Gruppen anderer
- Arne Domnérus: Jump for Joy, 1959-1961 (Dragon)
- Benny Golson: Stockholm Sojurn (OJC)
- Lars Gullin: Vol.4 - Stockholm Street (Dragon)